# Andrzej Łukoski

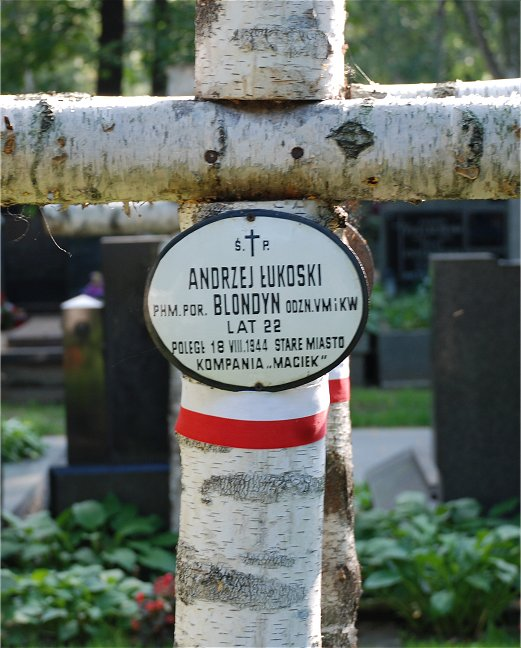
Nad mogiłą na Powązkach

Andrzej Łukoski ps. „Blondyn” (ur. 22 października 1923, zm. 18 sierpnia 1944 w Warszawie) – podporucznik rezerwy, podharcmistrz, uczestnik powstania warszawskiego, dowódca 1. kompanii „Maciek” batalionu „Zośka” Armii Krajowej.

## Lata młodzieńcze
Był synem generała brygady Kazimierza Łukoskiego – dowódcy odcinka „Słowacja” Armii Karpaty w kampanii wrześniowej, więźnia obozu w Starobielsku, zamordowanego przez NKWD w Charkowie (zbrodnia katyńska) oraz Ireny z domu Jung. Uczył się w I Korpusie Kadetów we Lwowie, następnie w gimnazjum w Stanisławowie.

## Konspiracja
Wraz z bratem Jerzym należał do żoliborskiego PET-u i z całą żoliborską drużyną wszedł do Grup Szturmowych. Ukończył drugi turnus tajnej podchorążówki z pierwszą lokatą. Był uczestnikiem wielu akcji Szarych Szeregów:
- Akcja w Celestynowie (zespół uderzeniowy)
- akcja pod Szymanowem (ostrzelanie i wykolejenie pociągu na trasie Warszawa-Berlin 22 listopada 1943 r.; brał w niej udział jako zastępca dowódcy akcji)
- akcja pod Choszczówką (dowódca akcji; wykolejenie niemieckiego pociągu na trasie Warszawa-Królewiec w nocy z 3 na 4 kwietnia 1944 r.)
- akcja polowanie (zamachy na niemieckich dygnitarzy)

## Powstanie warszawskie
W batalionie „Zośka” pełnił funkcję dowódcy 1. kompanii „Maciek”. Walczył na Woli i Starym Mieście. Zginął w walce 18 sierpnia podczas powstania warszawskiego w rejonie Arsenału, na ul. Nalewki. Miał 22 lata. Pochowany na Powązkach Wojskowych w kwaterach żołnierzy i sanitariuszek batalionu „Zośka” (kwatera A20-5-20).

## Odznaczenia
Odznaczony Krzyżem Walecznych i Orderem Virtuti Militari (rozkaz Dowódcy AK nr 507 z dnia 11 sierpnia 1944). Uzasadnienie nadania mu krzyża VM brzmiało: „odznaczył się w walkach na terenie Grupy «Północ»”. Pośmiertnie awansowany do stopnia porucznika.